# Моломжамцын Одгэрэл
Моломжамцын Одгэрэл (монг. Моломжамцын Одгэрэл; 25 января 1998) — монгольская шашистка (международные шашки), серебряный призёр чемпионата Азии 2014, 2015 (быстрые шашки) и 2016 годов, бронзовый призёр 2015 (блиц), трёхкратная чемпионка Монголии (2014, 2015, 2016) по международным шашкам. Участница чемпионата мира 2013 (15 место), 2015 (14 место), 2017 годов (14-е место). По итогам чемпионата Азии 2016 получила звание международного мастера (MIF).
FMJD-Id: 19171